# Tecnofatiga
La tecnofatiga és un tipus de tecnoestrès que afecta negativament a qui la pateix, tot causant-li una sensació de malestar físic i mental gens plaent a conseqüència d'un ús excessiu de les Tecnologies de la Informació i la Comunicació (TIC). Concretament, la persona que desenvolupa la tecnofatiga se sent pròpiament fatigada, això és, molt cansada tant a escala corporal com psíquica i amb una falta d'energia i motivació causada per l'estrès emocional. Entre d'altres, també pot desencadenar un cansament cognitiu que sovint deriva en dolors musculars persistents i irritants, en la pèrdua de la memòria, en la pèrdua de la concentració, en una son poc renovadora, i, per acabar, en una migranya aguda en els casos més extrems. En definitiva, la tecnofatiga és un estat d'esgotament total que s’origina per l'exposició, el consum i l'ús immoderat, exagerat i continu de la tecnologia. Sovint s’associa a la síndrome de fatiga informativa, que és un quadre simptomàtic que també produeix fatiga a causa de la sobreinformació: una persona es relaciona amb la informació de forma abusiva, la qual cosa esdevé perjudicial per a l'organisme, fins i tot causant pèrdua de visió. Aleshores, la tecnofatiga impacta en els pensaments, l'actitud i les conductes d'una persona, ocasionant alteracions i disfuncions en els sistemes fisiològics.

## Afectats per la tecnofatiga
La tecnofatiga afecta qualsevol persona que faci un ús inadequat i tòxic de la tecnologia, però tendeix a afectar, principalment, a aquells treballadors que requereixen de dispositius tecnològics per a desenvolupar la seva tasca laboral, com ordinadors i mòbils. Després, també ho fa en gran manera als estudiants que duen a terme feina virtual, així com als adolescents, que travessen una etapa d'ampliació de les relacions socials que, sovint, es desenvolupen a través de les xarxes socials.

## Causes de la tecnofatiga
- Ús abusiu i constant de les TIC, sense cap descans que impliqui una desconnexió de la tecnologia.
- Autoexigència per a saber fer un ús àgil i efectiu de les TIC, tot autoimposant-se el fet d'haver d'adaptar-se ràpidament als canvis constants de les noves tecnologies.
- Assimilació de sobreinformació per mitjà de la pantalla d'una eina tecnològica, tal com l'ordinador, el dispositiu mòbil o la tauleta tàctil.
- El ciberassetjament (molestar o assetjar a una persona a través de mitjans digitals i la tecnologia) pot desencadenar la tecnofatiga. Hi ha qui reacciona amb ansietat i cansament davant la possibilitat de patir assetjament virtual, puix que el fet de convertir-se una persona en cibervictima pot ocasionar esgotament extrem, molts cops acompanyat d'un sentiment de rebuig i por cap a les TIC, conegut amb el nom de tecnofòbia.
- La tecnoaddicció (necessitat obsessiva-compulsiva d'usar les TIC) causa tecnofatiga. Un exemple molt comú és l'addicció a les xarxes socials.

## Símptomes de la tecnofatiga
La tecnofatiga té molts símptomes i conseqüències que repercuteixen de manera nociva en una persona, tant corporalment com psíquicament, i és molt important posar-hi remei com abans millor, perquè la sensació de malestar que sent la persona que pateix la tecnofatiga comença repercutint interiorment, sobretot provocant incomoditat amb un mateix, i més tard, la irritabilitat de l'individu afecta el seu l'entorn. Per exemple, pot propiciar conflictes laborals amb companys de feina o discussions familiars.
- Malestar general: físic i mental
- Fatiga: cansament extrem
- Falta de motivació
- Migranya
- Dolors musculars persistents
- Pèrdua de memòria
- Pèrdua de concentració
- Ulls plorosos i cansats
- Pèrdua de visió
- Son poc renovadora
- Poca productivitat i frustració
- Irritabilitat
- Ansietat
- Aïllament
- Canvis d'humor bruscos

## Solucions a la tecnofatiga
La millor forma en què una persona que pateix tecnofatiga pot posar fi a la seva problemàtica és, en primer lloc, ser autoconscient sobre la seva situació. Conèixer l'estat d'un mateix permet autocontrolar-se i, d'aquesta manera, imposar-se normes que evitin que el trastorn es desenvolupi encara més. Les següents mesures poden ser la solució a la tecnofatiga:
- Marcar-se un horari de connexió a internet i d'ús de les tecnologies. Es tracta d'una forma de controlar el temps d'exposició a les TIC.
- Deixar d'utilitzar el dispositiu mòbil i l'ordinador fora del treball, de tal manera que se separi l'horari laboral amb el vital.
- Reemplaçar la tecnologia per les relacions socials. En comptes de comunicar-se via xarxes socials, és preferible comunicar-se en persona, físicament i no virtualment.
- Canviar els hàbits i mantenir un estil de vida més saludable: fer esport regularment, seguir una dieta variada i equilibrada i dormir les vuit hores recomanades cada dia.
- Posar-se en mans d'un psicòleg pot resultar una solució molt reeixida.